# Rue Arthur André
Pour les articles homonymes, voir Arthur et André.
La rue Arthur André (en néerlandais : Arthur Andréstraat) est une rue bruxelloise de la commune de Woluwe-Saint-Pierre qui va de l'avenue de la Perspective à l'avenue de Witthem.

## Historique et description
La rue porte le nom d'un soldat habitant de la commune de Woluwe-Saint-Pierre, tué le 17 avril 1918 à Beveren-sur-l'Yzer.

## Situation et accès
La numérotation des habitations va de 31 à 81 pour le côté impair et de 20 à 26 pour le côté pair.

## Inventaire régional des biens remarquables
- Rue Arthur André – Inventaire du patrimoine architectural de la Région de Bruxelles-Capitale